# Orrville (Alabama)
Orrville es un pueblo ubicado en el condado de Dallas en el estado estadounidense de Alabama. En el censo de 2000, su población era de 230. Se encuentra a poca distancia al noroeste del río Alabama.

## Demografía
En el 2000 la renta per cápita promedia del hogar era de $ 28.571$, y el ingreso promedio para una familia era de 31.719$. El ingreso per cápita para la localidad era de 15.418$. Los hombres tenían un ingreso per cápita de 29.583$ contra 30.000$ para las mujeres.

## Geografía
Orrville está situado en 32°18′20″N 87°14′43″O / 32.30556, -87.24528 (32.305584, -87.245378).
Según la Oficina del Censo de los EE. UU., la ciudad tiene un área total de 1.03 millas cuadradas (2.68 km²).